# Velké Přítočno
Velké Přítočno település Csehországban, a Kladnói járásban. Velké Přítočno Dolany, Hřebeč, Pletený Újezd, Kladno és Malé Přítočno településekkel határos. Lakosainak száma 1088 fő (2024. január 1.).

## Népesség
A település lakosságának változását az alábbi diagram mutatja:
| Lakosok száma | 461  | 622  | 886  | 722  | 730  | 769  | 1028 | 1026 | 1023 | 1088 |
|               | 1869 | 1890 | 1921 | 1950 | 1980 | 2001 | 2017 | 2019 | 2022 | 2024 |